# Характер Діріхле
Характер (або числовий характер, або характер Діріхле) по модулю {\displaystyle k} (де {\displaystyle k\geqslant 1} — ціле число) — комплекснозначна періодична функція {\displaystyle \chi (n)} на множині цілих чисел. Характери Діріхле мають важливі застосування у теорії чисел зокрема при означенні L-функції Діріхле {\displaystyle L(s,\chi )=\sum _{n=1}^{\infty }{\frac {\chi (n)}{n^{s}}}}.

## Означення

### Аксіоматичне означення
Характером Діріхле по модулю {\displaystyle k\in \mathbb {N} } називається функція {\displaystyle \chi } із множини цілих чисел {\displaystyle \mathbb {Z} } у множину комплексних чисел {\displaystyle \mathbb {C} }, що задовольняє умови:
- {\displaystyle \chi (n)\not \equiv 0}.
- {\displaystyle \chi (nm)=\chi (n)\chi (m)} для будь-яких {\displaystyle m} і {\displaystyle n} (мультиплікативність).
- Існує натуральне число, таке що {\displaystyle \chi (n+k)=\chi (n)} для будь-якого {\displaystyle n} (періодичність).

Якщо деяка функція цілочислового аргументу є періодичною із періодом {\displaystyle k} то вона є також періодичною із періодом {\displaystyle -k}. Відповідно існує найменше додатне число, що є періодом функції. Воно називається основним модулем характеру Діріхле. Всі періоди розклад яких на прості множники містить, ті ж прості числа, що містяться у основному періоді називаються модулями характеру Діріхле (і тоді функція є характером Діріхле по цьому модулю).

### За допомогою класів лишків
Нехай {\displaystyle (\mathbb {Z} /k\mathbb {Z} )^{*}} — множина оборотних елементів кільця лишків {\displaystyle (\mathbb {Z} /k\mathbb {Z} )} за модулем {\displaystyle k\in \mathbb {N} }. Елементами є класи лишків {\displaystyle {\hat {n}}=\{m\mid m\equiv n\mod k\}} де числа {\displaystyle n} є взаємно простими з {\displaystyle k}. {\displaystyle (\mathbb {Z} /k\mathbb {Z} )^{*}} є комутативною групою порядок якої дорівнює значенню функції Ейлера {\displaystyle \varphi (k)}.
Характером Діріхле називається гомоморфізм груп:
{\displaystyle \chi :(\mathbb {Z} /k\mathbb {Z} )^{*}\to \mathbb {C} ^{*}}.

### Еквівалентність означень
Для гомоморфізму груп {\displaystyle \chi :(\mathbb {Z} /k\mathbb {Z} )^{*}\to \mathbb {C} ^{*}} можна ввести функцію {\displaystyle \chi :\mathbb {Z} \to \mathbb {C} }, як
{\displaystyle \chi (n)={\begin{cases}\chi ({\hat {n}})&n\in {\hat {n}},\ {\hat {n}}\in (\mathbb {Z} /k\mathbb {Z} )^{*}\\0&(n,k)>1\end{cases}}}
Тоді {\displaystyle \chi (1)=1}, тобто функція не є рівною нулю для всіх значень. Також функція є періодичною оскільки згідно означення вона приймає однакові значення на всіх елементах будь-якого класу лишків. З властивостей гомоморфізмів груп і класів лишків також випливає мультиплікативність функції. Тобто кожен характер Діріхле у другому означенні породжує характер Діріхле у першому означенні.
Навпаки, якщо {\displaystyle \chi :\mathbb {Z} \to \mathbb {C} } — характер Діріхле згідно першого означення і {\displaystyle k} — його основний модуль то згідно періодичності він визначає відображення на класах лишків за модулем {\displaystyle k}. Також якщо {\displaystyle \chi (n)\neq 0} для деякого {\displaystyle n\in \mathbb {Z} } то {\displaystyle \chi (n)=\chi (n\cdot 1)=\chi (n)\cdot \chi (1)} і тому {\displaystyle \chi (1)=1}. Із мультиплікативності випливає, що індукована функція на класах лишків за модулем {\displaystyle k} є теж мультиплікативною. 
Для того щоб довести, що кожен характер Діріхле у першому означенні породжується характером Діріхле у другому означенні достатньо довести, що {\displaystyle \chi (n,k)\neq 0} якщо {\displaystyle n} і {\displaystyle k} є взаємно простими числами і {\displaystyle \chi (n,k)=0} якщо {\displaystyle n} і {\displaystyle k} не є взаємно простими.
Нехай {\displaystyle (n,k)=1}. Тоді існують такі два цілих числа {\displaystyle x} і {\displaystyle x}, що {\displaystyle nx-ky=1}. Отже, враховуючи періодичність {\displaystyle \chi (nx)=\chi (n)\chi (x)=1} і тому {\displaystyle \chi (n)\neq 0}.
Нехай тепер {\displaystyle (n,k)=d>1} і {\displaystyle n=n'd,\ k=k'd}. Оскільки {\displaystyle k'<k}, то існує таке ціле число {\displaystyle a}, що {\displaystyle \chi (a+k')-\chi (a)\neq 0}, бо в іншому випадку {\displaystyle k'} було б періодом {\displaystyle \chi (n,k)}. Але
{\displaystyle \chi (d)(\chi (a+k')-\chi (a))=\chi (ad+k)-\chi (ad)=0}
Тому {\displaystyle \chi (d)=0} і з мультиплікативності {\displaystyle \chi (n)=\chi (n')\chi (d)=0}.

## Властивості
- Як було показано при доведенні еквівалентності означень {\displaystyle \chi (1)=1} і {\displaystyle \chi (n,k)=0} якщо {\displaystyle n} і {\displaystyle k} не є взаємно простими, де {\displaystyle k} — основний модуль. Якщо ж {\displaystyle n} і {\displaystyle k} є взаємно простими, то згідно теореми Ейлера {\displaystyle a^{\varphi (n)}\equiv 1{\pmod {n}}},  де {\displaystyle \varphi } — функція Ейлера і тому також {\displaystyle \chi (a)^{\varphi (n)}=1}, тобто ненульові значення характера Діріхле модуля {\displaystyle k} є коренями з одиниці степеня {\displaystyle \varphi (k)}.
- Нехай {\displaystyle \chi _{1}(n),\ldots ,\chi _{m}(n)} — характери Діріхле з основними модулями {\displaystyle k_{1},\ldots ,k_{m}} відповідно. Тоді добуток {\displaystyle \chi _{1}(n)\cdot \ldots \cdot \chi _{m}(n)} є характером Діріхле основний модуль якого є дільником найменшого спільного кратного чисел {\displaystyle k_{1},\ldots ,k_{m}}.
- Нехай {\displaystyle \chi (n)} — характер Діріхле з основним модулем {\displaystyle k=k_{1}\cdot \ldots \cdot k_{m}}, де всі числа {\displaystyle k_{1},\ldots ,k_{m}} — попарно взаємно прості. Тоді існує єдина система характерів {\displaystyle \chi _{1}(n),\ldots ,\chi _{m}(n)} основні модулі яких рівні {\displaystyle k_{1},\ldots ,k_{m}} і також {\displaystyle \chi (n)=\chi _{1}(n)\cdot \ldots \cdot \chi _{m}(n)}.
- Існує {\displaystyle \varphi (k)} різних характерів по модулю {\displaystyle k}. Вони утворюють групу порядку {\displaystyle \varphi (k)}, ізоморфну мультиплікативній підгрупі {\displaystyle \mathbb {Z} _{k}^{*}} оборотних елементів кільця лишків за модулем {\displaystyle k}.

## Приклади
- Функція {\displaystyle \chi (n)\equiv 1} є характером, що називається тривіальним характером.
- Характер, {\displaystyle \chi _{0}(n)={\begin{cases}1&(n,k)=1\\0&(n,k)>1\end{cases}}}, називається головним характером по модулю {\displaystyle k}. В групі характерів по модулю {\displaystyle k} він є одиничним елементом.
- Нехай {\displaystyle k>1} — непарне натуральне число. Введемо функцію:

{\displaystyle \chi (n)={\begin{cases}\left({\frac {n}{k}}\right)&(n,k)=1\\0&(n,k)>1\end{cases}}},
де {\displaystyle \left({\frac {n}{k}}\right)} — символ Якобі. Ця функція буде характером Діріхле за модулем {\displaystyle k}.
- Нехай {\displaystyle p} — непарне просте число, {\displaystyle a\geqslant 1} — натуральне число, {\displaystyle g} — первісний корінь по модулю {\displaystyle p^{a}} і якщо {\displaystyle p\not \mid n} то {\displaystyle v=\operatorname {ind} _{g}n}, тобто найменше натуральне число для якого {\displaystyle g^{v}=1\mod p^{a}}. Нарешті, нехай число {\displaystyle \rho } — будь-який корінь рівняння {\displaystyle \rho ^{h}=1}, де {\displaystyle h=\varphi (p^{a})}. Визначимо функцію {\displaystyle \chi (n)} умовами:

{\displaystyle \chi (n)={\begin{cases}\rho ^{v}&(n,p)=1,\ \\0&(n,p)>1\end{cases}}}
Ця функція є характером по модулю {\displaystyle p^{a'}}, де {\displaystyle a'\leqslant a}.
- Нехай {\displaystyle k} — натуральне число і {\displaystyle k=2^{a}p_{1}^{a_{1}}\ldots p_{m}^{a_{m}}} — його розклад на прості множники. Нехай  {\displaystyle C=C_{0}=1}, якщо {\displaystyle a=0}   або {\displaystyle a=1} і {\displaystyle C=2,\ C_{0}=2^{a-2}},  якщо {\displaystyle a>1}. Нехай також {\displaystyle C_{i}=\varphi (p_{i}^{a_{i}}),\;i\in 1,\ldots ,m} і {\displaystyle v_{i}=\operatorname {ind} n,\;i\in 1,\ldots ,m} — індекси, як вище (відповідно по модулях {\displaystyle p_{i}^{a_{i}}}), а {\displaystyle v,v_{0}} — найменші натуральні числа для яких {\displaystyle n=(-1)^{v}5^{v_{0}}\mod 2^{a}}. Якщо  — {\displaystyle \rho ,\rho _{0},\rho _{1},\ldots ,\rho _{m}} — корені з одиниці степенів {\displaystyle C,C_{0},C_{1},\ldots ,C_{m}}, то функція

{\displaystyle \chi (n)={\begin{cases}\rho ^{v}\rho _{0}^{v_{0}}\rho _{1}^{v_{1}}\ldots \rho _{m}^{v_{m}}&(n,p)=1,\ \\0&(n,p)>1\end{cases}}}
є характером Діріхле за модулем {\displaystyle k}. Вибираючи різні корені з одиниці одержуються усі {\displaystyle \varphi (k)} характери Діріхле за модулем {\displaystyle k}.

## Основні співвідношення
{\displaystyle \sum \limits _{n=1}^{k}{\chi (n)}=\left\{{\begin{array}{ll}\varphi (k),&\chi =\chi _{0};\\0,&\chi \neq \chi _{0}.\end{array}}\right.};
{\displaystyle \sum \limits _{\chi }{\chi (n)}=\left\{{\begin{array}{ll}\varphi (k),&n\equiv 1{\pmod {k}};\\0,&n\not \equiv 1{\pmod {k}}.\end{array}}\right.}, де сума є за всіма характерами.
Відношення ортогональності:
{\displaystyle {\frac {1}{\varphi (k)}}\sum \limits _{\chi }{\chi (n)}{\chi (l)}=\left\{{\begin{array}{ll}1,&n\equiv l{\pmod {k}};\\0,&n\not \equiv l{\pmod {k}}.\end{array}}\right.}
Відповідно при інтерпретації характера Діріхле як гомоморфізму груп {\displaystyle \chi :(\mathbb {Z} /k\mathbb {Z} )^{*}\to \mathbb {C} ^{*}}, характери Діріхле утворюють ортогональну базу усіх характерів групи {\displaystyle (\mathbb {Z} /k\mathbb {Z} )^{*}}.

## Примітивний характер
Нехай {\displaystyle \chi (n,k)} — характер Діріхле за модулем {\displaystyle k}. Найменший дільник {\displaystyle d} числа {\displaystyle k} такий, що для всіх цілих чисел {\displaystyle a,b} таких що {\displaystyle (a,k)=1}, {\displaystyle (b,k)=1} і {\displaystyle a\equiv b\mod d} виконується {\displaystyle \chi (a,k)=\chi (b,k)} називається провідним модулем або кондуктором характера.
Якщо кондуктор характера Діріхле за модулем {\displaystyle k} є рівним {\displaystyle k}, то характер називається примітивним.
Якщо {\displaystyle \chi (n,k)} — непримітивний характер кондуктора {\displaystyle d}, то існує примітивний характер {\displaystyle \chi ^{*}(n,d)} з модулем {\displaystyle d}, що породжує (індукує) характер {\displaystyle \chi (n,k)}, тобто:
{\displaystyle \chi (n,k)={\begin{cases}\chi ^{*}(n,d)&(n,k)=1\\0&(n,k)>1\end{cases}}.}
Характер {\displaystyle \chi (n,k)} є примітивним тоді і тільки тоді, коли для будь-якого числа {\displaystyle d}, що ділить {\displaystyle k} і {\displaystyle d<k}, існує ціле число {\displaystyle a}, що задовольняє умови:
{\displaystyle a\equiv 1\mod d,\;\chi (a,k)\neq 1}.
У термінах гомоморфізмів груп характер {\displaystyle \chi :(\mathbb {Z} /k\mathbb {Z} )^{*}\to \mathbb {C} ^{*}} називається примітивним, якщо не існує власного дільника {\displaystyle d} числа {\displaystyle k}, характера {\displaystyle \chi ^{*}:(\mathbb {Z} /d\mathbb {Z} )^{*}\to \mathbb {C} ^{*}} і гомоморфізму {\displaystyle \psi :(\mathbb {Z} /k\mathbb {Z} )^{*}\to (\mathbb {Z} /d\mathbb {Z} )^{*}} для яких  {\displaystyle \chi =\chi ^{*}\circ \psi .}